# AOR (음악)
AOR는 음악 장르 중 하나로, 일반적으로 어덜트 오리엔티드 록(Adult-oriented rock)의 약자를 뜻한다. 70년대 초에 생겨난 용어로 한때 특정 장르를 표현하는 용도로 쓰이기도 했으나, 현재는 그 범위가 꽤 넓어져서 수많은 장르 음악의 특징들을 다수 포함하고 있다. 그 때문에 "하나의 장르보다는 어떤 인상의 '사운드'를 뜻하는 말에 가깝다"고 보는 시각도 있다.

## 정의
AOR이 정확히 어떤 단어의 약자인지는 분분하며, ‘앨범 오리엔티드 록’과 ‘어덜트 오리엔티드 록’이라는 의미가 혼용되고 있다.
70년대 미국의 록 음악 월간지 <록 어라운드 더 월드> 1977년 3월호에서는 AOR이라는 용어를 처음으로 사용한 미국의 라디오 감독인 마크 해리슨을 다루면서 "요즘 FM에서 나오는 음악은 라디오 종사자들 사이에선 앨범 오리엔티드 록이라 불린다"며, "TOP 40 위주 선곡에 당당히 맞서는 문화적 대안이다"라고 밝히고 있다. 이 당시에는 단순히 라디오의 형태를 뜻하는 말이 아니라, 거기서 나오는 음악까지 통칭하는 말로 쓰인 것으로 볼 수 있다.